# Московська сільська рада (Липоводолинський район)
Моско́вська сільська́ ра́да — колишній орган місцевого самоврядування в Липоводолинському районі Сумської області. Адміністративний центр — село Московське.

## Загальні відомості
- Населення ради: 1 232 особи (станом на 2001 рік)

## Населені пункти
Сільській раді підпорядковані населені пункти:
- с. Московське
- с. Аршуки
- с. Весела Долина
- с. Воропаї
- с. Стягайлівка
- с. Хоменкове

## Склад ради
Рада складається з 16 депутатів та голови.
- Голова ради: Хекало Іван Петрович
- Секретар ради: Дяченко Любов Борисівна

### Керівний склад попередніх скликань
| Прізвище, ім'я, по батькові | Основні відомості                                                                                  | Дата обрання | Дата звільнення |
| --------------------------- | -------------------------------------------------------------------------------------------------- | ------------ | --------------- |
| Півень Петро Іванович       | Сільський голова, 1953 року народження, безпартійний                                               | 26.03.2006   | 31.10.2010      |
| Горобець Павло Сергійович   | Сільський голова, 1962 року народження, освіта вища, член Всеукраїнського об'єднання «Батьківщина» | 31.10.2010   | 25.03.2014      |
| Хекало Іван Петрович        | Сільський голова, 1962 року народження, освіта вища, безпартійний                                  | 26.10.2014   |                 |

Примітка: таблиця складена за даними сайту Верховної Ради України